# Contraction (économie)
Pour les articles homonymes, voir contraction.
Ne doit pas être confondu avec récession.
En économie, une contraction est une diminution du niveau d'activité, synonyme de « décroissance ». On utilise également le terme « récession » qui désigne en France pour l'INSEE une diminution du PIB sur deux trimestres consécutifs,. Une dépression est une contraction durable de la production et de la consommation.

## Définitions et mesure
En anglais, recession correspond au français « contraction ». Un critère simple de contraction ou recession est une diminution du PIB durant deux trimestres consécutifs. Le National Bureau of Economic Research (NBER) américain utilise une approche méthodologique plus fine, portant sur plusieurs indicateurs. Le NBER a publié une analyse estimant que les États-Unis sont entrés en recession en décembre 2007.

## Fréquence et causes
Aux États-Unis, il se produit une contraction environ tous les 5 à 10 ans (les dernières étant en 1991, 2001, et 2007-2009)[réf. nécessaire].
La France a connu des contractions en 1974, en 1993, en 2009 et en 2013.